# Музей Вилхелм Хак
Музеят „Вилхелм Хак“ (на немски: Wilhelm-Hack-Museum Ludwigshafen) е най-големият музей за съвременно изкуство в град Лудвигсхафен и един от най-големите в Метрополния регион Рейн-Некар, Германия. Притежава забележителна колекция на абстрактното изкуство на XX век. Върху фасадата на музея е разположена мозайка на Жоан Миро с дължина 55 и височина 10 метра.

## История на музея
Музеят е основан през 1979 г. Основата на сбирката полага колекцията на кьолнския колекционер Вилхелм Хак, на когото е наречен новопостроеният музей. Успешното привличане на тази частна колекция към Лудвигсхафен и доброто тогавашно състояние на общинския бюджет, както и подкрепата на концерна BASF (със седалище в Лудвигсхафен), са довели до основаването на този съвсем нов музей в индустриалния град без особени традиции в изобразителното изкуство и музеализирането му. Така в една среда почти без „предистория“ в областта на абстрактното изкуство, се полага началото на една авторитетна, влиятелна институция в тази сфера.
По-значимата част от сбирката на град Лудвигсхафен с дотогавашен фокус графика и живопис на експресионизма (водеща началото си от друга сбирка на частно лице, дарена на града) през 1979 също е била преотстъпена на новосъздадения музей

## Галерия Рудолф Шарпф
В живописния квартал Хемсхоф, населен предимно с имигранти, се намира Галерия „Рудолф Шарпф“, която е част от музея. Разположена е на 3 етажа в стара къща, дарена за целта от лудвигсхафенския художник Р. Шарпф, на когото е наречена. Използва се за показването на по-малко известни автори, както и на тенденции, които не намират място в програмата на музея.